# Walter Spengler
Walter Spengler (* 14. Mai 1896 in Jena; † 18. September 1930 in Böblingen) war ein deutscher Flugpionier. Er erlangte als Harzflieger Bekanntheit.

## Leben

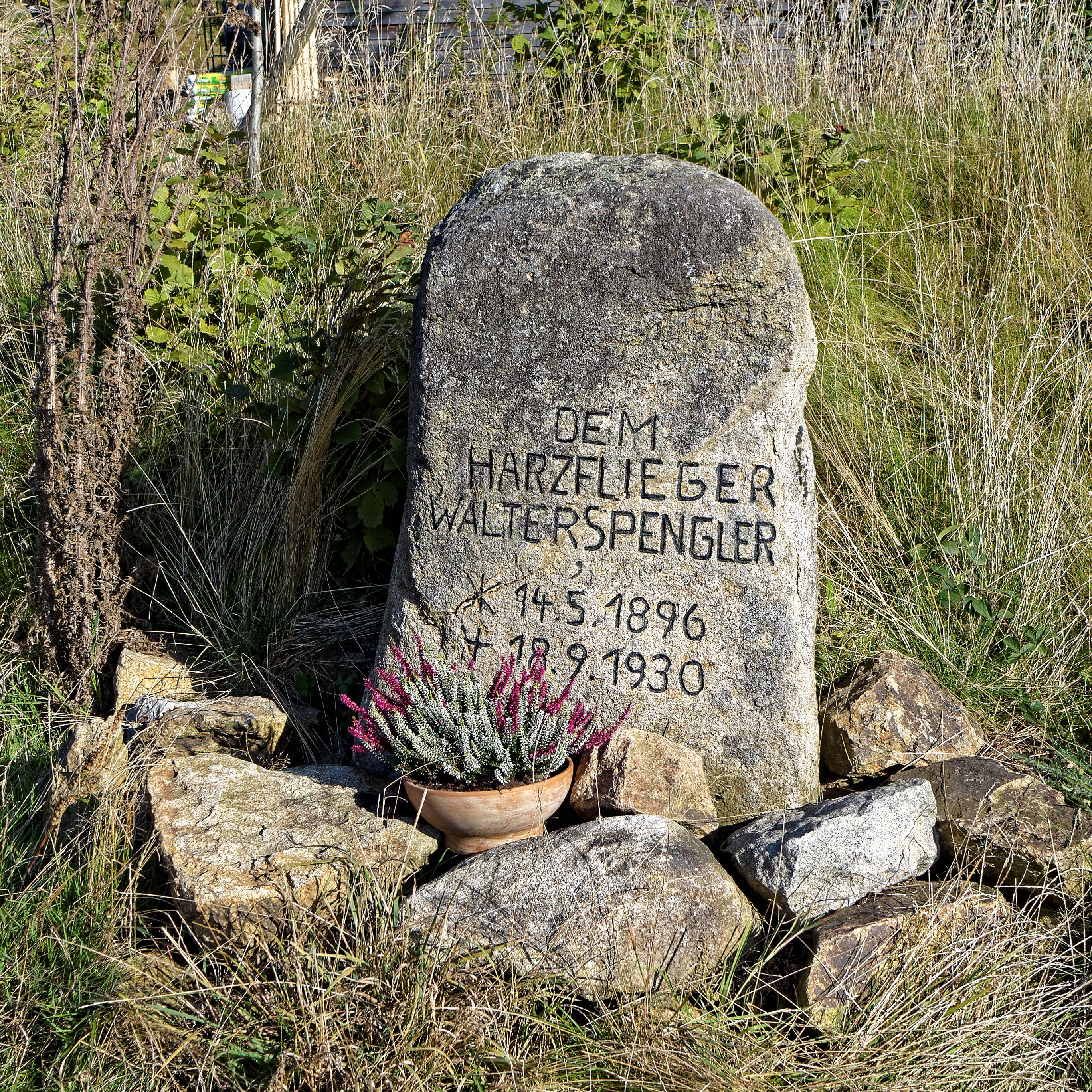
Spenglerstein in Torfhaus

Spengler wurde als drittes von drei Kindern der Eheleute Hugo und Auguste Spengler geboren. Während des Ersten Weltkriegs zog die Familie aus Coburg ins Harzer Eckertal, wo die Mutter sich zur Genesung in einem Sanatorium aufhielt. Die Familie übernahm dann bald das Hotel Wendt, den sogenannten Brockenkrug, in Torfhaus. Walter Spengler meldete sich zum Beginn des Ersten Weltkriegs freiwillig zum Kriegsdienst und war zunächst in der Infanterie eingesetzt. Nach einer Verwundung mit anschließendem Lazarettaufenthalt ging er dann als Pilot letztlich in die Staffel Manfred von Richthofens. Er war unter anderem an der Westfront in Frankreich sowie auf dem Balkan eingesetzt.
Nach Kriegsende verließ er als Hauptmann das Militär und arbeitete im elterlichen Hotelbetrieb in Torfhaus, den er dann 1923 übernahm. Anlässlich eines Vortrages in Bad Harzburg freundete er sich mit Generaloberst Walter von Eberhardt, Kriegsinspekteur der Flieger, an. 1925 wurde er Vater eines Sohns. Er erlangte in Hannover den Zivilflugschein und ging 1925 als Fluglehrer nach Böblingen bei Stuttgart bei der Süddeutschen Sportflug GmbH. Er lebte in Böblingen an der Adresse Galgenbergstraße 1, 1928 heiratete er. Regelmäßig besuchte er weiterhin Torfhaus, wobei er per Flugzeug anreiste, was in der Region erhebliche Aufmerksamkeit erregte. Im Sommer 1928 landete er erstmals mit einer Klemm Kl 25I auf einer Wiese bei Torfhaus. Es war die erste Landung eines Flugzeugs im Oberharz. Die Maschine wurde demontiert und nach Wernigerode gebracht, von wo Spengler später zurück nach Böblingen flog. Im Winter 1928/29 landete er auf dem verschneiten Torfhausmoor bei Torfhaus und führte von hier aus auch Rundflüge mit Gästen durch. In diesem Winter landete er einmal auch auf dem Oderteich.
Spengler gehörte zu einer Gruppe um den Flugakrobaten Fritz Schindler. Die Gruppe beabsichtigte am 18. September 1930 am Flughafen Böblingen die Durchführung eines eigentlich verbotenen Kunstfluges. Schindler sollte dabei in 300 Metern Höhe von einem von Spengler geflogenen Doppeldecker-Flugzeug Udet U 12 über eine Stahlleiter in einen darüber fliegenden mit zwei Personen besetzten Eindecker umsteigen. Ein weiteres Flugzeug begleitete die beiden Flieger und filmte die Aktion. Mit dem Umstieg Schindlers wurde jedoch das untere Flugzeug leichter, das obere schwerer. Beide Flugzeuge bewegten sich aufeinander zu, stießen zusammen und stürzten ab, wobei vier Personen, darunter Walter Spengler, starben. Das dritte Flugzeug blieb unbeschädigt. Spengler soll schon in der Luft von einem Propeller tödlich getroffen worden sein. Ein anderer Bericht schildert, dass es Spengler noch gelungen sei, mit einem Fallschirm abzuspringen, die Flugzeuge jedoch auf ihn stürzten.
Die Beisetzung Spenglers erfolgte in Böblingen. In Torfhaus wurde 1931 am Hotel der Eltern zum Gedenken der Spenglerstein errichtet.